# Mauro Fiore
Pour les articles homonymes, voir Fiore.
Mauro Fiore, né à Marzi, dans la province de Cosenza le 15 novembre 1964 est un directeur de la photographie italo-américain.

## Distinctions
Il a reçu l'Oscar de la meilleure photographie pour Avatar (2009) lors de la 82e cérémonie des Oscars.

## Filmographie

### Cinéma

#### Longs métrages
- 1986 : Automaton de David Bazant et Jeff Economy
- 1995 : Dominion de Michael G. Kehoe
- 1995 : Soldier Boyz de Louis Morneau
- 1996 : Aux portes de l'enfer (An Occasional Hell) de Salomé Breziner
- 1997 : Breaking Up de Robert Greenwald
- 1998 : Love from Ground Zero de Stephen Grynberg
- 2000 : Get Carter de Stephen Kay
- 2000 : Les Âmes perdues (Lost Souls) de Janusz Kaminski
- 2001 : Driven de Renny Harlin
- 2001 : Le Centre du monde (The Center of the World) de Wayne Wang
- 2001 : Training Day de Antoine Fuqua
- 2002 : Highway de James Cox
- 2003 : Les Larmes du soleil (Tears of the Sun) de Antoine Fuqua
- 2005 : The Island de Michael Bay
- 2006 : Mise à prix (Smokin' Aces) de Joe Carnahan
- 2007 : Le Royaume (The Kingdom) de Peter Berg
- 2009 : Avatar de James Cameron
- 2010 : L'Agence tous risques (The A-Team) de Joe Carnahan
- 2011 : Real Steel de Shawn Levy
- 2013 : Players (Runner Runner) de Brad Furman
- 2014 : Equalizer (The Equalizer) d'Antoine Fuqua
- 2015 : La Rage au ventre (Southpaw) d'Antoine Fuqua
- 2016 : Les Sept mercenaires (The Magnificent Seven) d'Antoine Fuqua
- 2018 : X-Men: Dark Phoenix (Dark Phoenix) de Simon Kinberg
- 2021 : Spider-Man : No Way Home de John Watts
- 2023 : A Good Person de Zach Braff
- 2024 : Madame Web de S. J. Clarkson
- 2024 : The Killer de John Woo

#### Courts métrages
- 1993 : Drag de Mark Pavia
- 2002 : Ticker de Joe Carnahan
- 2006 : The Call de Antoine Fuqua
- 2011 : The Black Mamba de Robert Rodriguez

### Télévision

#### Séries télévisées
- 1997-1998 : Tracey Takes On...

#### Téléfilms
- 2006 : Faceless de Joe Carnahan